# Дютрюэль, Ришар
Риша́р Фили́пп Дютрюэ́ль (фр. Richard Philippe Dutruel; родился 24 декабря 1972 года) — французский футболист, вратарь известный по выступлениям за клубы «Барселона» и «Сельта».

## Клубная карьера
Ришар Дютрюэль родился в городе Тонон-ле-Бен, Верхняя Савойя, Франция. Профессиональную карьеру начал в клубе Пари Сен-Жермен, дебютировав в высшем дивизионе 20 марта 1992 года. Однако во Франции в основном выступал за клуб Кан, в котором находился в аренде. В 1996 году Дютрюэль перебрался в Испанию, где начался начался наиболее успешный период его карьеры, связанный с выступлением за клуб Сельта из Виго, с которым он пробивается в четвертьфинал Кубка УЕФА.
После этого, Дютрюэль проводит два сезона в каталонской Барселоне, где оказывается сменщиком молодого Пепе Рейны. Когда в июле 2000 года Дютрюэль за 4 000 000 евро был приобретен Барселоной, выступавший за его приобретение Луи ван Гал уже покинул клуб. Тем не менее, новый тренер Лоренсо Серра Феррер оказывал ему доверие. Переломным стал выездной матч 13 тура против Сельты, который завершился 3:3. Пропустивший 3 мяча от Катаньи Дютрюэль был заменён уже в первом тайме. Сменивший Серра Феррера Карлес Рексач вернул Дютрюэля в основной состав, но уже в следующем сезоне он не провёл в чемпионате Испании ни одного матча и в 2002 году был вынужден перейти в другой испанский клуб Депортиво Алавес, отклонив предложения «Эспаньола» и «Ренна».
В сезоне 2002/2003 Алавес занял 19 место и вылетел в Сегунду. Желая продолжить выступление на высоком уровне, Дютрюэль возвращается во Францию, где выступает за клуб из Страсбура. Однако травма спины вынудила Ришара Дютрюэля завершить карьеру в июне 2005 года в возрасте 33 лет.

## Международная карьера
В 1994 году Дютрюэль в составе сборной Франции занял четвёртое место на Молодёжном чемпионате Европы. Свой единственный матч за национальную сборную он провёл 4 октября 2000 года, выйдя на замену в товарищеской игре с Камеруном, завершившейся со счётом 1:1.

## Достижения
- Обладатель Кубка Кубков: 1996.